# Escudo de Santiago de Compostela

El escudo de la ciudad de Santiago de Compostela (La Coruña), España. Se encuentra regulado en la actualidad por el artículo 3º del Título 1º, de la Ley de 24 de junio de 2002, del Estatuto de Capitalidad de la ciudad de Santiago de Compostela, publicada en el Boletín del Parlamento de Galicia número 150 de la VI  Legislatura.
Su descripción heráldica o blasonamiento es la siguiente:

En un escudo partido, en el primero, de azur, un cáliz de oro sumado de una hostia de plata, y acompañado de siete cruces recortadas del mismo metal, tres a cada lado y una en el centro del  jefe, que son las armas de Galicia; en el segundo, de azur,  una nube de plata sumada de la urna del sepulcro del Apóstol Santiago, surmontada de una estrella de oro. 
Al timbre, Corona Real abierta, que es un círculo de oro, engastado de piedras preciosas, compuesta de ocho florones de hojas de acanto, visible cinco, interpoladas de perlas. La corona forrada de gules. 
Acolada la Cruz de Santiago que es una cruz flordeliseada y con el pie fijado de gules.

## Explicación
El escudo de Santiago de Compostela cuenta con dos divisiones verticales. En la heráldica, cuando un blasón posee este tipo de división recibe el nombre de partido.  
En la primera partición, figuran las armas de Galicia, que fueron las del antiguo Reino de Galicia, y que se componen del emblema heráldico asociado a la Eucaristía: un cáliz de color amarillo o dorado (blasonado de oro) y una hostia de color blanco (de plata). La Eucaristía se encuentra rodeada (acompañada)  de siete cruces del mismo color, tres a cada lado y otra sobre ellos, situada en la parte superior del campo del escudo (en el centro del jefe).

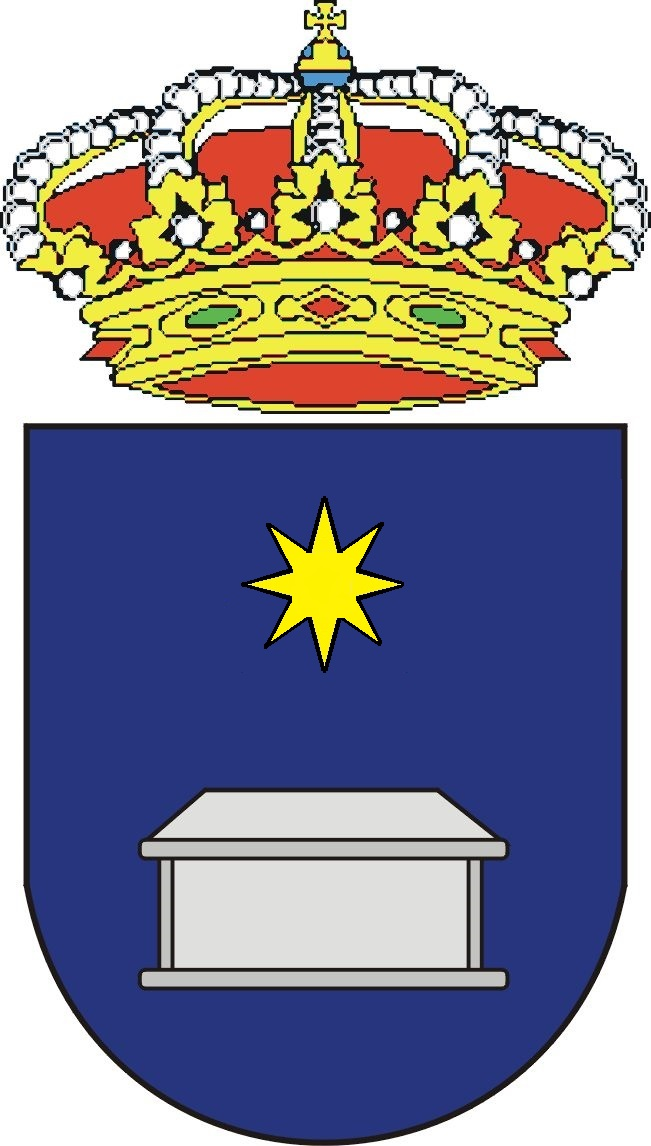
Escudo tradicionalmente atribuido a Santiago de Compostela, antes de su regulación

En la segunda división figuran los emblemas propios de la ciudad, el color del campo (esmalte heráldico) es el utilizado en las armas gallegas, azul (blasonado de azur). El elemento central es la urna del sepulcro del Apóstol Santiago, representada sobre una nube y situada debajo (surmontado) de una estrella de ocho puntas de color amarillo o dorado.  El sepulcro y la estrella aluden a la tradición medieval que narra el descubrimiento de los restos del Apóstol  por un eremita llamado Pelayo gracias a unas luces nocturnas que observó en el bosque de Libredón.
En el artículo que regula el escudo de Santiago de Compostela se establece que en el timbre aparezca representada una corona real abierta, como la que utilizaron los Reyes Católicos.  Las coronas reales antiguas o abiertas (sin diademas, orbe ni cruz) fueron utilizadas hasta el siglo XVI pero su uso se ha mantenido en la heráldica de muchas poblaciones y provincias españolas.
Detrás del escudo (acolada) figura la Cruz de Santiago, el emblema más conocido asociado a la figura del Apóstol y uno de los más utilizados en Galicia.

## Fuente
- Artículo 3º, Título 1º de la Ley de 24 de junio de 2002, del Estatuto de Capitalidad de la ciudad de Santiago de Compostela, Boletín del Parlamento de Galicia n.º 150, VI  Legislatura.

- Datos: Q5838299
- Multimedia: Coats of arms of Santiago de Compostela / Q5838299